# Refugio Reyes Rivas
Refugio Reyes Rivas (La Sauceda, Zacatecas, 1862. szeptember 2. – Aguascalientes, 1943. február 3.) egy mexikói építész volt. Hivatalosan soha nem szerzett építészi képesítést, de halála után az Aguascalientesi Autonóm Egyetem építésszé avatta. A Don Cuco becenevű építész nevéhez fűződik Aguascalientes több jelentős templomának, középületének és magánépületének megtervezése.

## Élete
1862-ben született a Zacatecas államban található La Sauceda ranchón, az iskola első három évét Guadalupében végezte. 14 éves korában kőművessegédként részt vett az ugyanitt épülő Nápoles-kápolna építési munkálataiban, majd tehetségének és szorgalmának köszönhetően segédből hamarosan valódi kőművessé vált, majd maga is elkezdett épületek megtervezésével foglalkozni anélkül, hogy külön építészi iskolát végzett volna. Az 1880-as és 1890-es években angol és amerikai mérnökökkel együtt részt vett a zacatecasi vasútépítéseken, ahol további szakmai ismeretekre tett szert.
Az 1890-es évek második felében egy aguascalientesi földbirtokos–kereskedő, Antonio Morfín Vargas, valamint az ő családtagjai és barátai több munkával is megbízták a városban, ezért hamarosan úgy döntött, odaköltözik. Ezután munkája szinte teljes egészében ehhez a városhoz kötődött, az 1920-as években az önkormányzat építészeti igazgatóvá nevezte ki. Bár munkássága igen jelentős volt, viszonylag szerény körülmények között, nem túl sok pénzből élt. 1943. február 3-án hunyt el Aguascalientesben.

## Munkássága

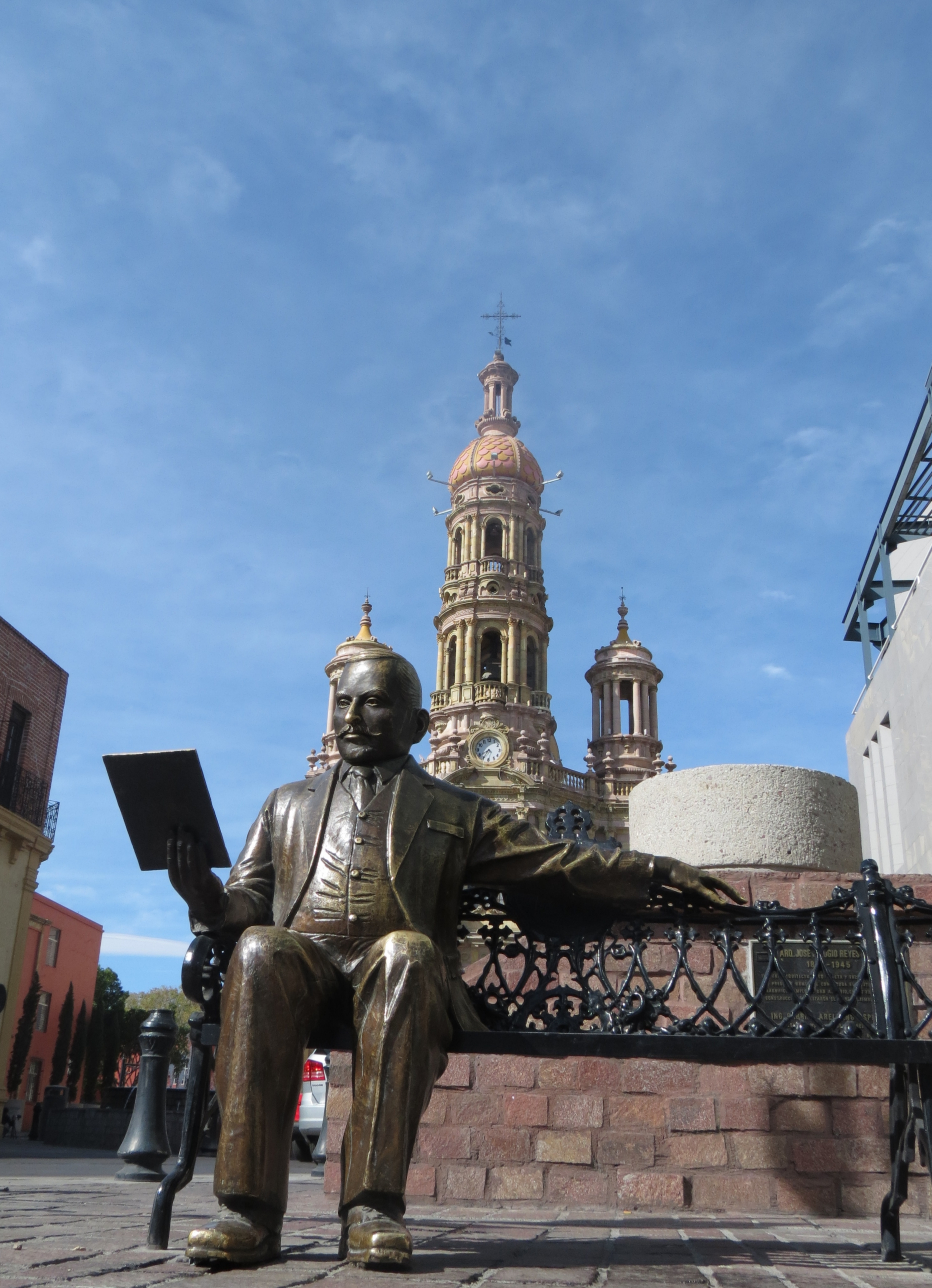
Refugio Reyes Rivas szobra Aguascalientesben

Stílusa rendkívül vegyes, a kor sajátosságainak megfelelő, párhuzamok is kimutathatók közte és a nemzetközi irányzatok között. Anélkül alkalmazza a gótika, a romanika, a bizánci stílus, a barokk, a mozarab, a szecesszió és a mexikói spanyol gyarmati előtti idők stílusának egyes elemeit, hogy mereven ragaszkodna az adott stílusok minden előírásához.
Első munkái közé tartozott a zacatecasi nagypiac és a guadalupei ferences kolostor óratornya. 1896-ban kezdődött meg tervei alapján az aguascalientesi Szent Antal-templom építése, majd egyre több önkormányzati épület megtervezésében vagy felújítási munkáinak tervezésében vett részt. Később tervezett épületet a Banco de México banknak és neves magánszemélyeknek is, ő tervezte például a Douglas-kastélyt, de foglalkozott gazdaságos házak létrehozásával is.

## Emlékezete
Sírját, amely az aguascalientesi Panteón de la Cruzban található, műemlékké nyilvánították. 1985 januárjában az Aguascalientesi Autonóm Egyetem posztumusz építésszé nyilvánította az egyetemet valójában nem végzett Reyes Rivast, 2008-ban pedig felavatták Miguel López Artasánchez által készített bronzszobrát a Szent Antal-templom előtt: a szobor egy padon ülve formázza meg őt, amint éppen jegyzeteit olvassa. 2014-ben a Zacatecasi Vetagrande község, ahol született, Hijo predilecto kitüntető címet adományozott neki, a helyi művelődési házat pedig róla nevezték el.

## Képek Refugio Reyes épületeiről

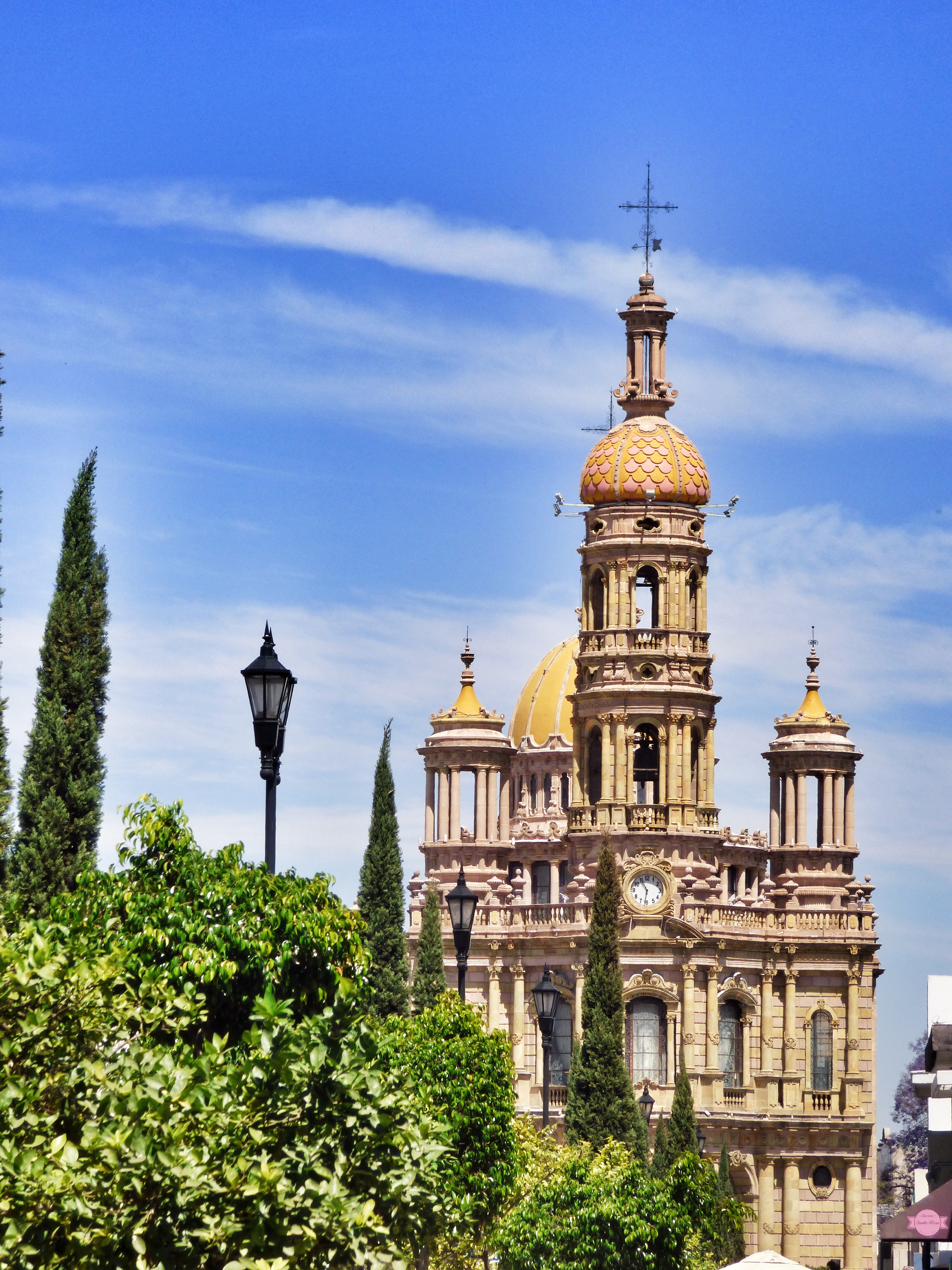
A Szent Antal-templom
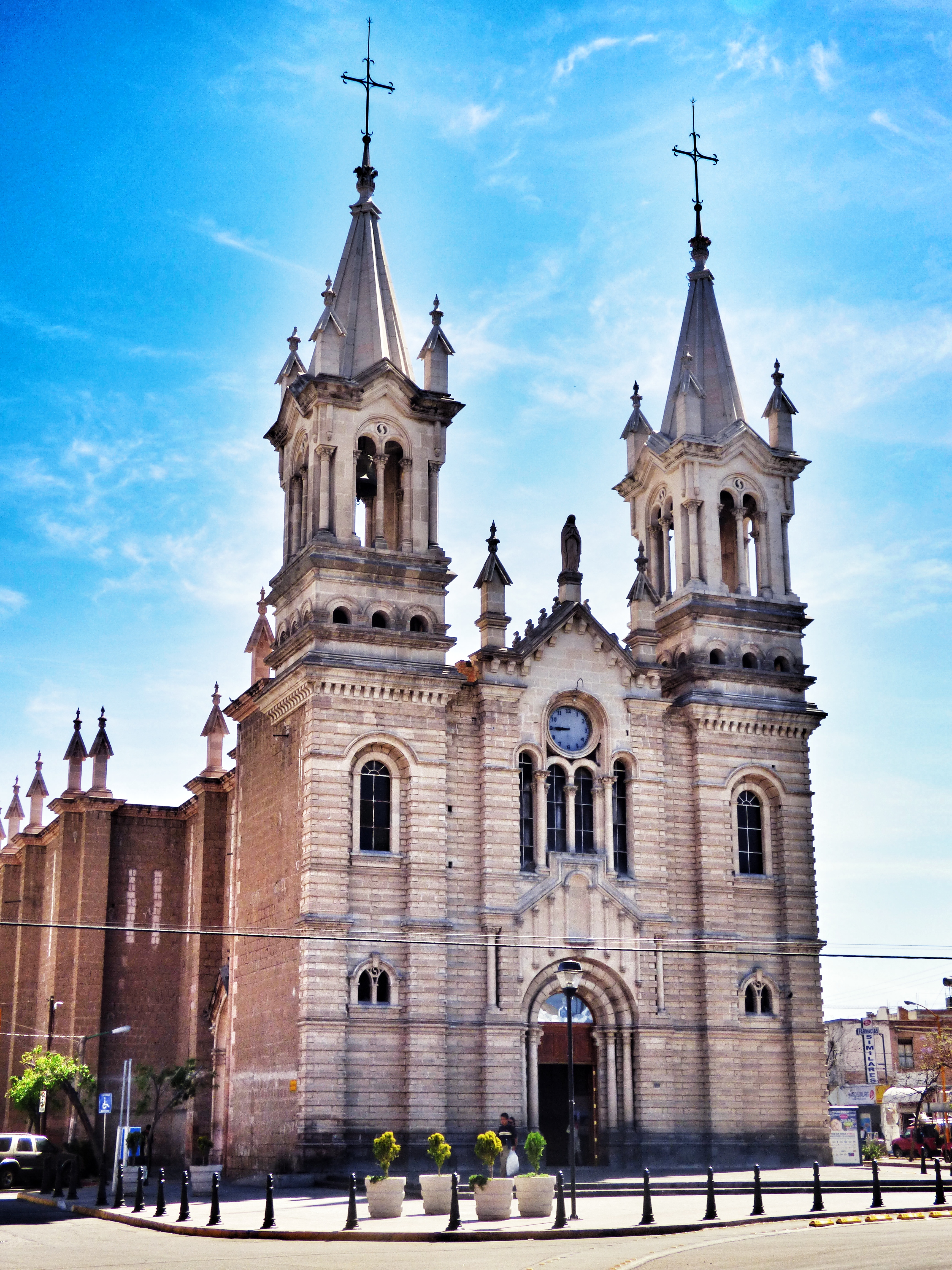
A Szeplőtelen fogantatás templom
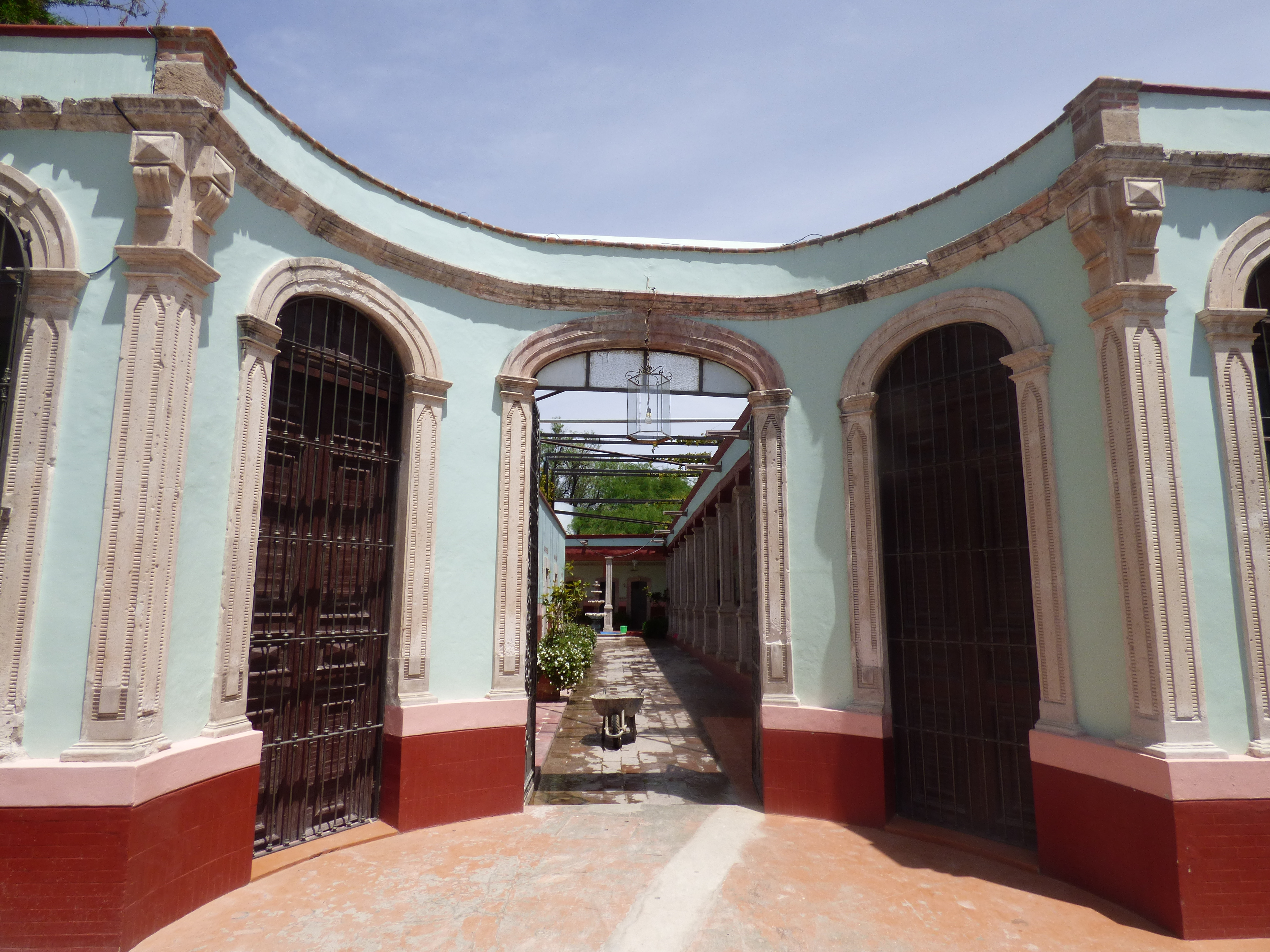
Az ojocalientei fürdő
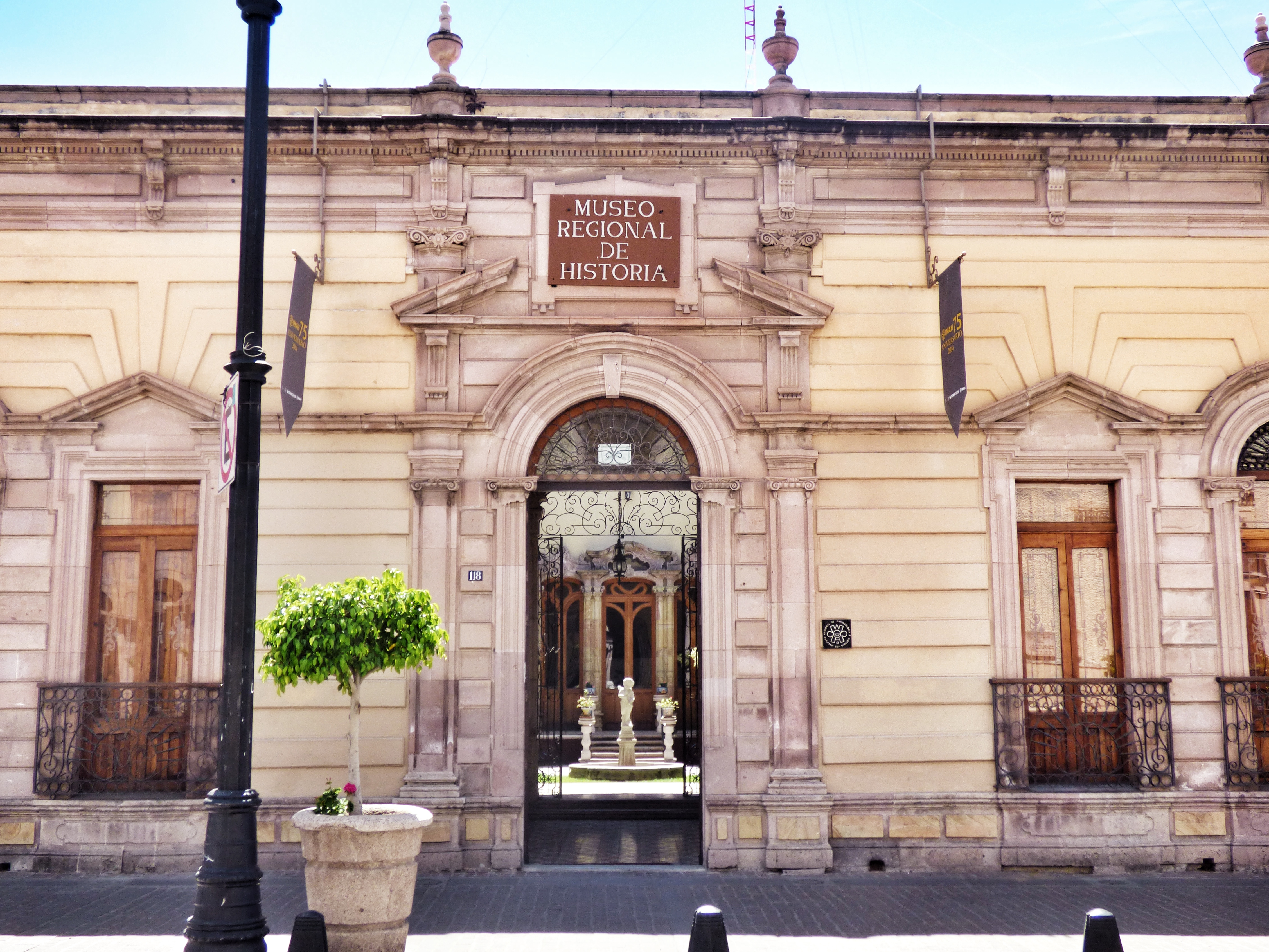
Az aguascalientesi regionális múzeum
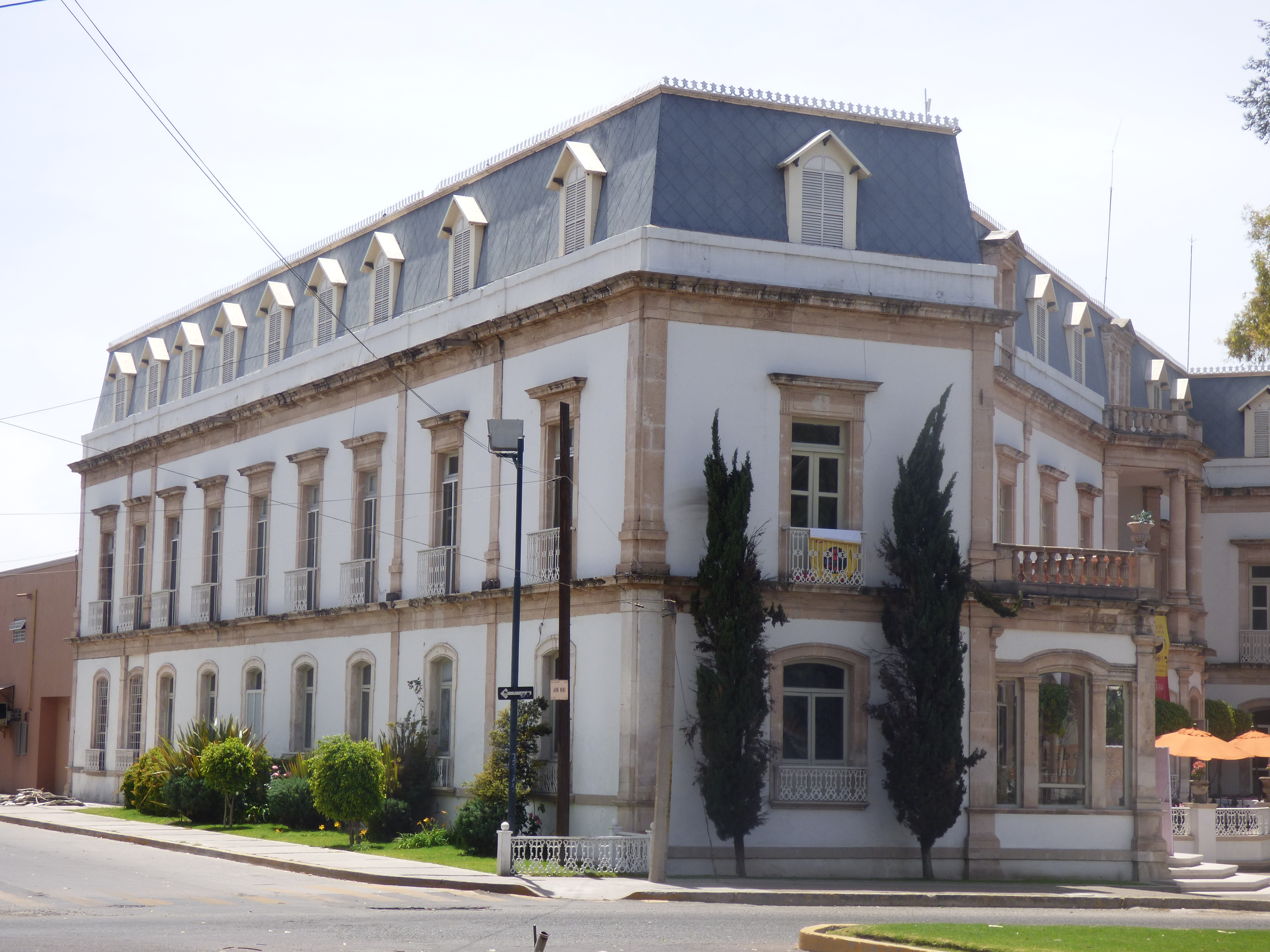
Az Escobedo-palota (ma Hotel Alameda)
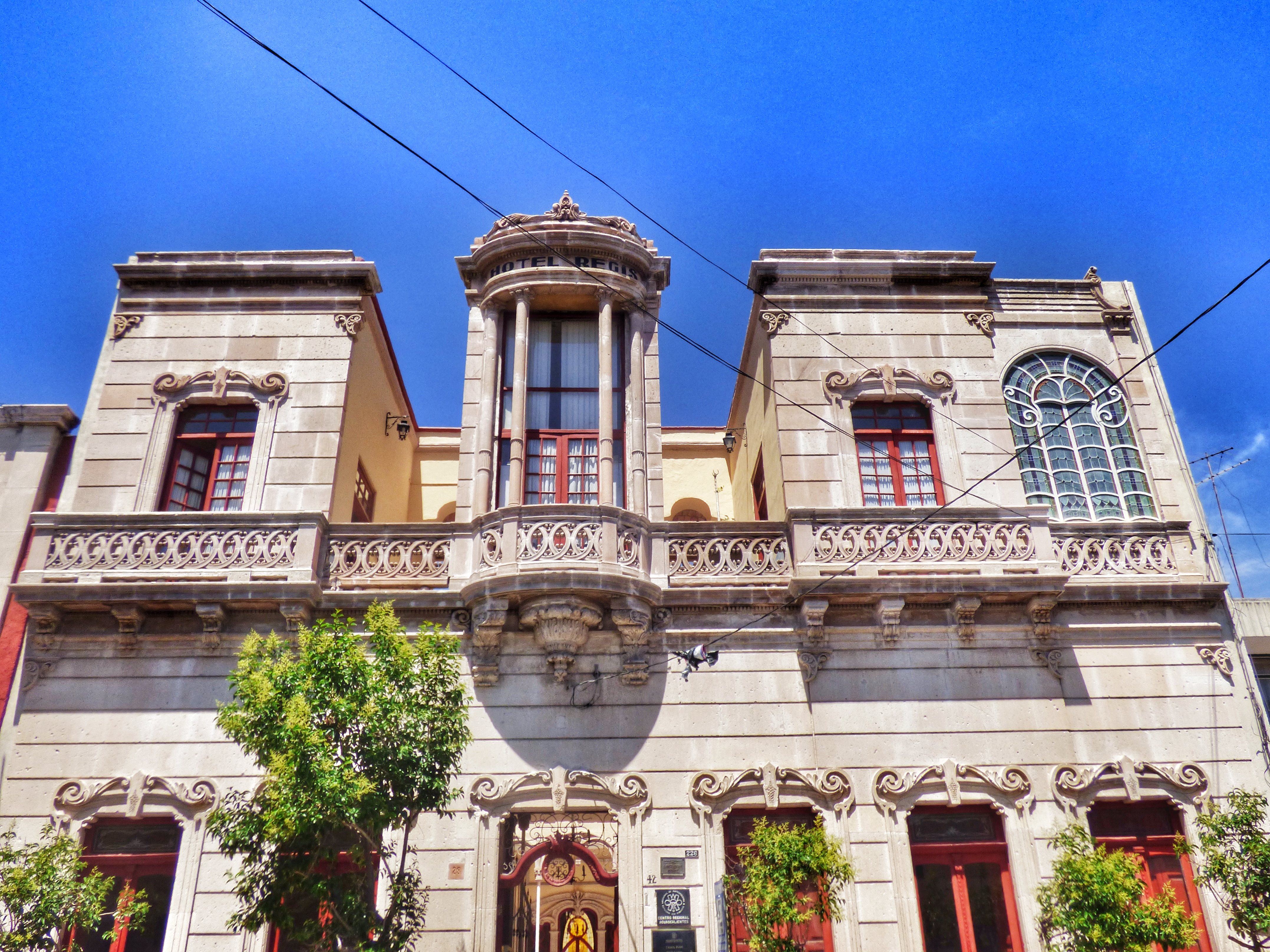
A Hotel Regis
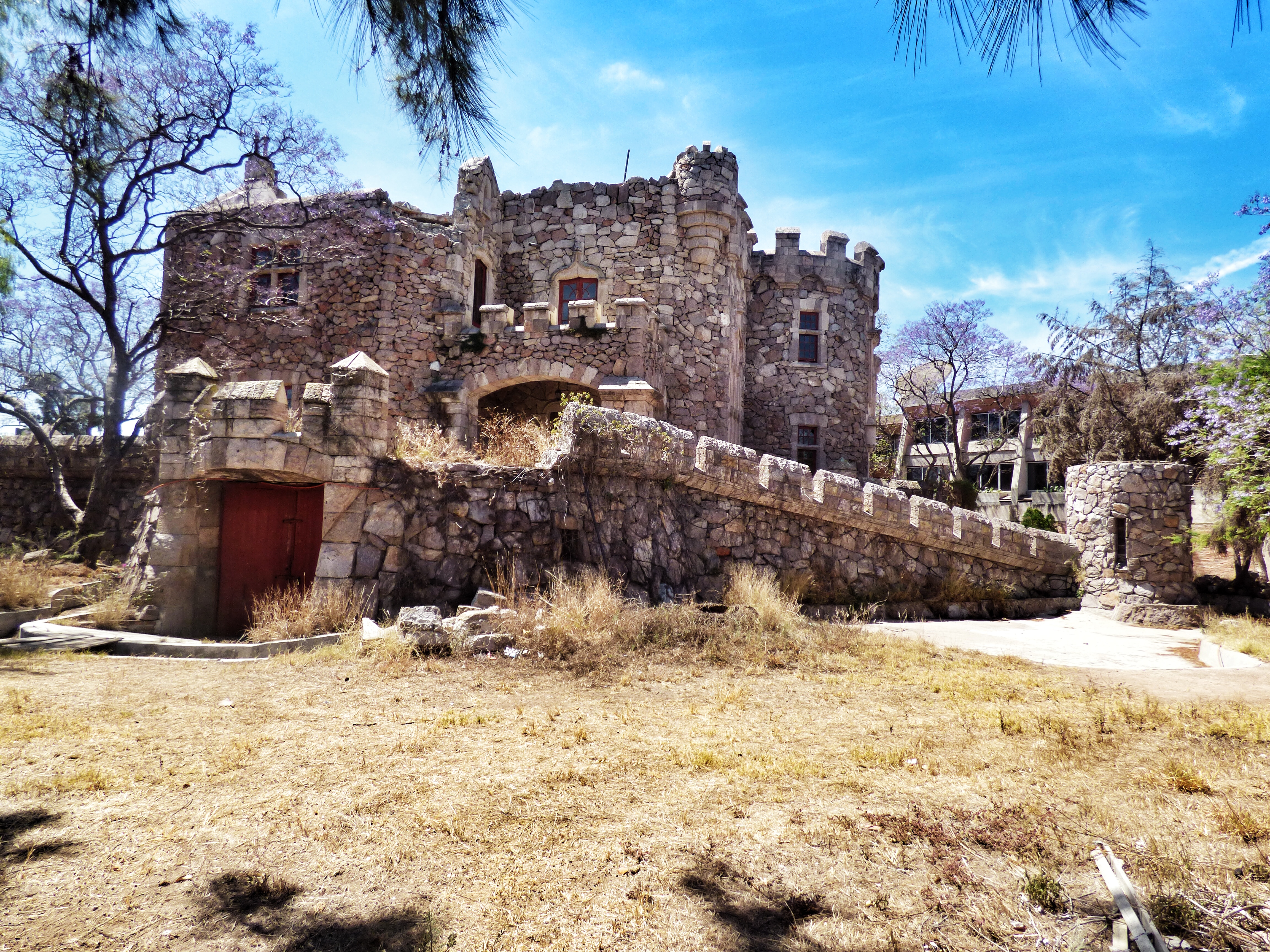
A Douglas-kastély
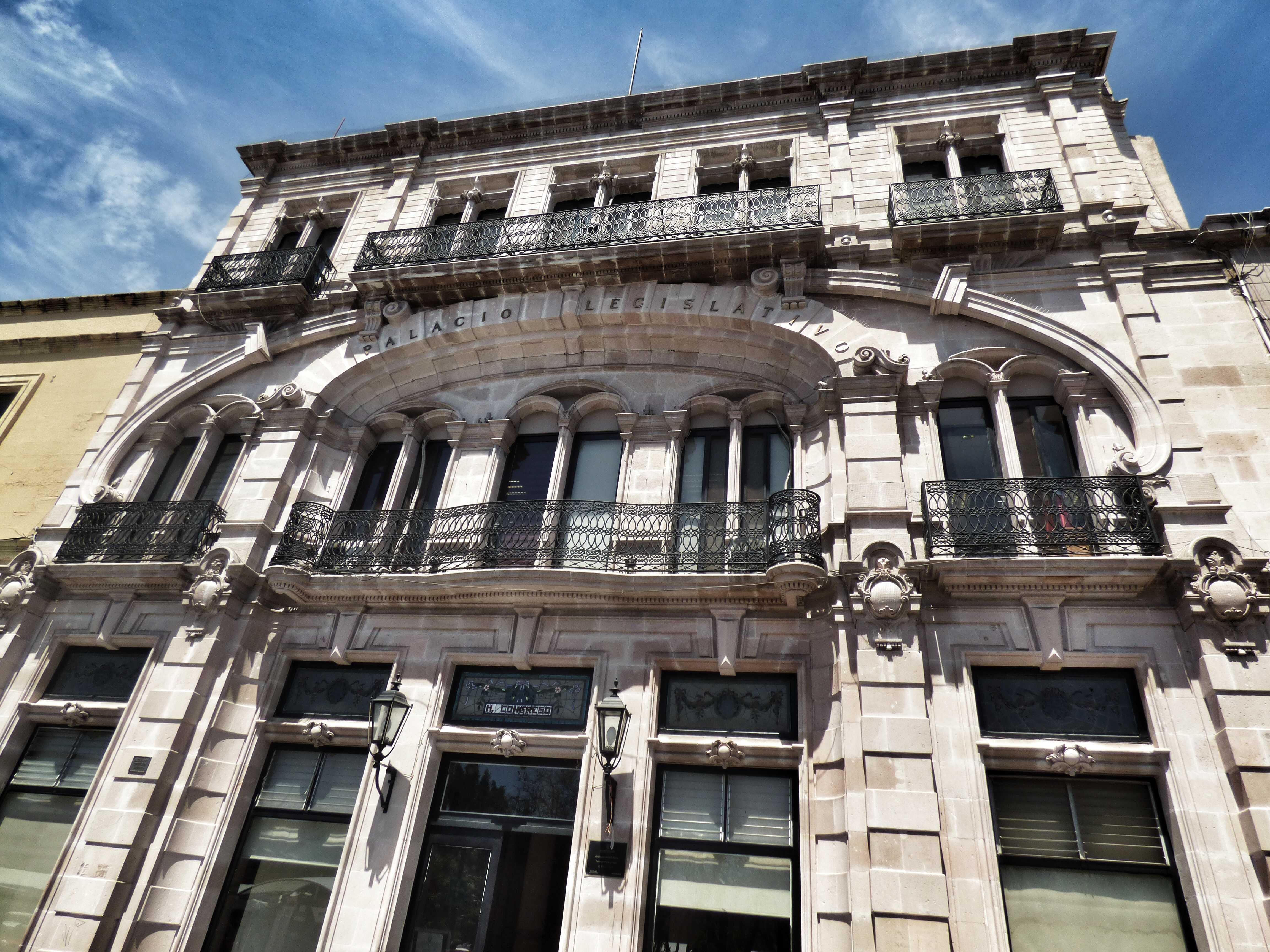
Az egykori Hotel París, ma az állam kormányzatának székhelye